# Lenguas sorabas
Los idiomas sórabos, sorbios o lusacios (en alemán: Sorbisch / Wendisch / Lausitzserbisch; en alto sorabo: serbska rěč / serbšćina) son unas lenguas eslavas occidentales habladas por unas 70 000 personas en dos enclaves aislados en el este de los estados de Sajonia y Brandeburgo, al este de Alemania. Esta área donde se habla es llamada Lusacia (en alemán: Lausitz; en alto sorabo: Łužica; en bajo sórabo: Łužyca).
Los sorabos se llaman a sí mismos serbja (en alto sorabo) o serby (en bajo sorabo) y a sus tierras Serby, cuyo gentilicio correspondiente es serbski. Estas formas son análogas a las serbias Srbi, Srbija y srpski; es decir, estos pueblos se autodenominan con el mismo nombre y, de hecho, en otros idiomas eslavos como el serbocroata o el esloveno no hay diferencia entre ambas denominaciones, por lo cual recurren al término lužički Srbi ('serbios lusacianos').
Los idiomas sorabos guardan una notable similitud con el checo, el eslovaco y el polaco, también pertenecientes al grupo occidental de las lenguas eslavas.

## Variantes

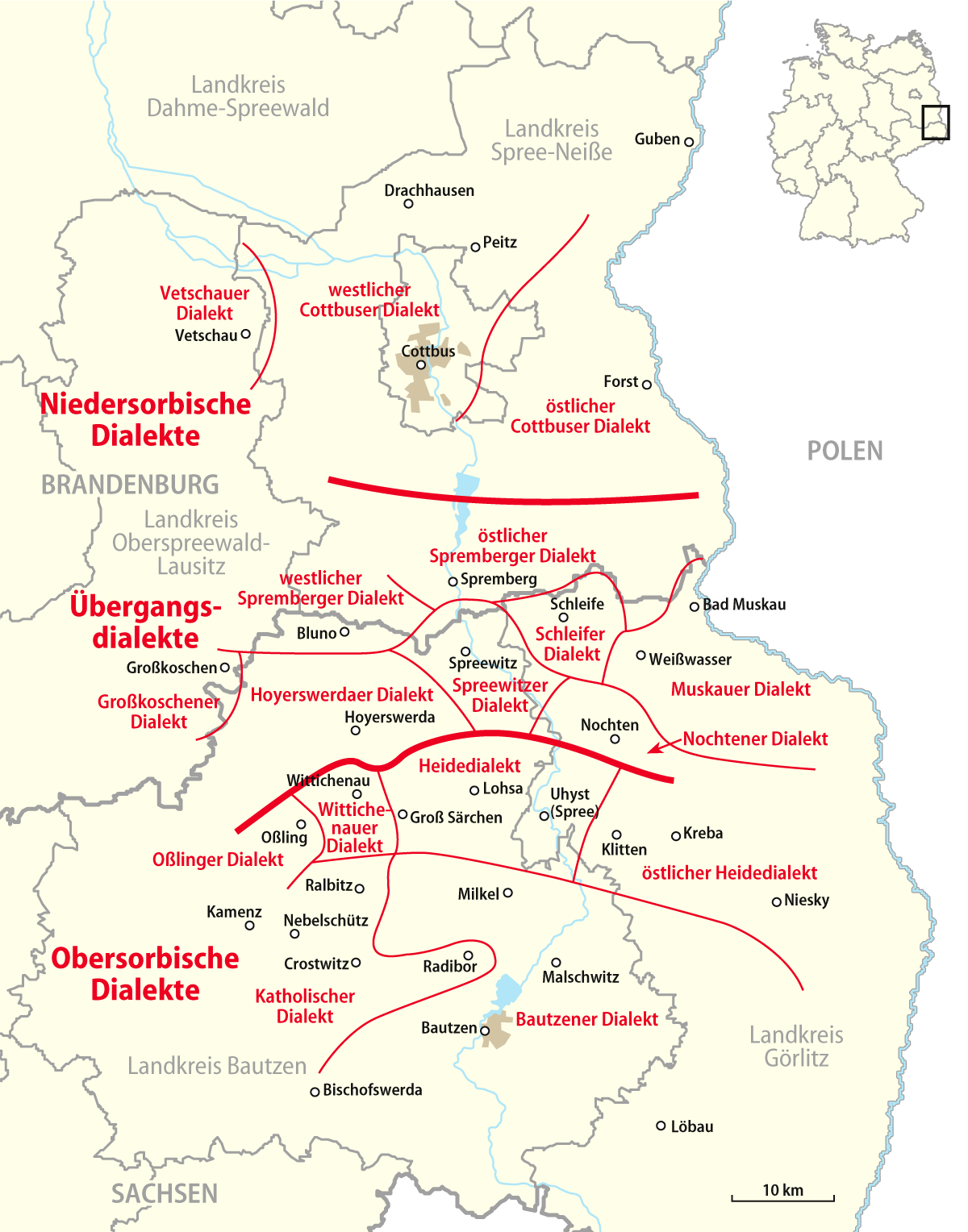
Mapa de los dialectos sorabos en el sudeste de Brandeburgo y el este de Sajonia: al norte los dialectos bajosorabos (Niedersorbische Dialekte), al sur los altosorabos (Obersorbische Dialekte) y entre ambos la zona de dialectos de transición (Übergangsdialekte)

El alto sorabo se habla alrededor del enclave de Bautzen, con unos 60 000 hablantes, y el bajo sorabo en torno a la ciudad de Cottbus, de unos 20 000 hablantes. La base de datos Ethnologue y la Organización Internacional de Normalización (conocida por sus siglas en inglés como ISO) usan los siguientes códigos para estas lenguas: el alto sorabo recibe el de hsb (antes WEN, de wendo) y el bajo sorabo, dsb (antes WEN).

## Gramática
En las lenguas sorabas existen los casos gramaticales típicos de los idiomas eslavos. Una de las características más interesantes de sus gramáticas es la preservación del número dual, que comparte únicamente con el esloveno entre toda la familia eslava, y con el lituano. Son las únicas lenguas indoeuropeas que han conservado el dual, debido a su situación de aislamiento entre lenguas germánicas en el caso de las lenguas lusacianas, y por la situación geográfica del esloveno, entre grandes montañas alpinas.

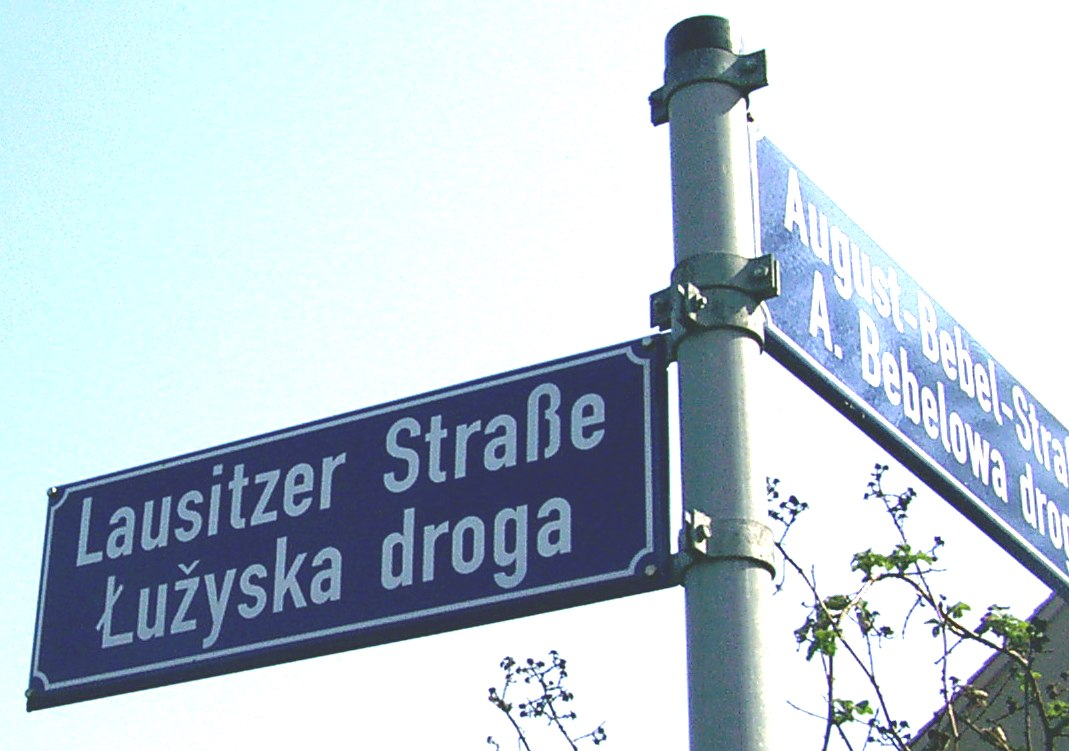
Nombre de calle bilingüe (alemán/sorabo) en Cottbus (Brandeburgo)

## Historia
La historia de los sorabos comienza hacia el siglo VI con las invasiones bárbaras. En el siglo XII, con la entrada masiva de agricultores germanos desde Flandes, Turingia y la Franconia, además de la desertización producida por las guerras, comenzó la recesión de la lengua. Asimismo, los sorabos poseían una situación jurídica desfavorable frente a los alemanes, situación que se fijó en el Espejo Sajón o Sachsenspiegel y otros documentos. Más tarde se añadió la prohibición del uso de la lengua: en 1293 un tribunal prohibió el uso del sorabo en Bernburg, a orillas del río Saale; en 1327 se prohibió en Altemburgo, Zwickau y Leipzig; y en 1424 en Meißen. Además, en muchos gremios de ciudades del área solo se admitían miembros de origen alemán.
Con todo, los núcleos de los milcenos (Milzener) y lusacianos (Lausitzer) —dos de las alrededor de veinte tribus sorabas que ocupaban el territorio de la actual Lusacia— se vieron relativamente poco afectados por la inmigración alemana y las prohibiciones. En consecuencia, la lengua pudo mantenerse en la zona, donde el número de hablantes aumentó hasta los 300 000 en el siglo XVII.
El texto más antiguo que se conserva en sorabo es el Budissiner Bürgereid, juramento de ciudadanía de Bautzen que se escribió en la primera mitad del siglo XVI.

## Comparativa de idiomas
| Español  | Alto Sorabo | Bajo Sorabo | Polabo              | Polaco   | Checo  | Esloveno | Ruso              | Serbio        | Ucraniano        |
| hombre   | čłowjek     | cłowjek     | clawak, clôwak      | człowiek | člověk | člôvek   | человек (čelovék) | човек/čovek   | людина (ljudyna) |
| tarde    | wječor      | wjacor      | vicer               | wieczór  | večer  | večér    | вечер (véčer)     | вече/veče     | вечір (večir)    |
| hermano  | bratr       | bratš       | brot                | brat     | bratr  | bràt     | брат (brat)       | брат/brat     | брат (brat)      |
| día      | dźeń        | źeń         | dôn                 | dzień    | den    | dán      | день (deń)        | дaн/dan       | день (deń)       |
| mano     | ruka        | ruka        | ręka                | ręka     | ruka   | rôka     | рука (ruká)       | рyка/ruka     | рука (ruka)      |
| otoño    | nazyma      | nazyma      | prenja zaima, jisin | jesień   | podzim | jesén    | осень (óseń)      | jeсен/jesen   | осінь (osiń)     |
| nieve    | sněh        | sněg        | sneg                | śnieg    | sníh   | snég     | снег (sneg)       | снег/sneg     | сніг (snih)      |
| verano   | lěćo        | lěśe        | let                 | lato     | léto   | polétje  | лето (léto)       | лето/leto     | літо (líto)      |
| hermana  | sotra       | sotša       | sestra              | siostra  | sestra | sêstra   | сестра (sestrá)   | сестра/sestra | сестра (sestrá)  |
| pescado  | ryba        | ryba        | ryba                | ryba     | ryba   | ríba     | рыба (rýba)       | риба/riba     | риба (ryba)      |
| fuego    | woheń       | wogeń       | widin               | ogień    | oheň   | ôgənj    | огонь (ogón')     | вaтрa/vatra   | вогонь (vohón')  |
| agua     | woda        | wóda        | wôda                | woda     | voda   | vôda     | вода (vodá)       | вóда/voda     | вода (vodá)      |
| viento   | wětr        | wjatš       | wjôter              | wiatr    | vítr   | vétər    | ветер (véter)     | ветaр/vetar   | вíтер (víter)    |
| invierno | zyma        | zyma        | zaima               | zima     | zima   | zíma     | зима (zimá)       | зима/zima     | зимá (zymá)      |
| -------- | ----------- | ----------- | ------------------- | -------- | ------ | -------- | ----------------- | ------------- | ---------------- |

## Actualidad

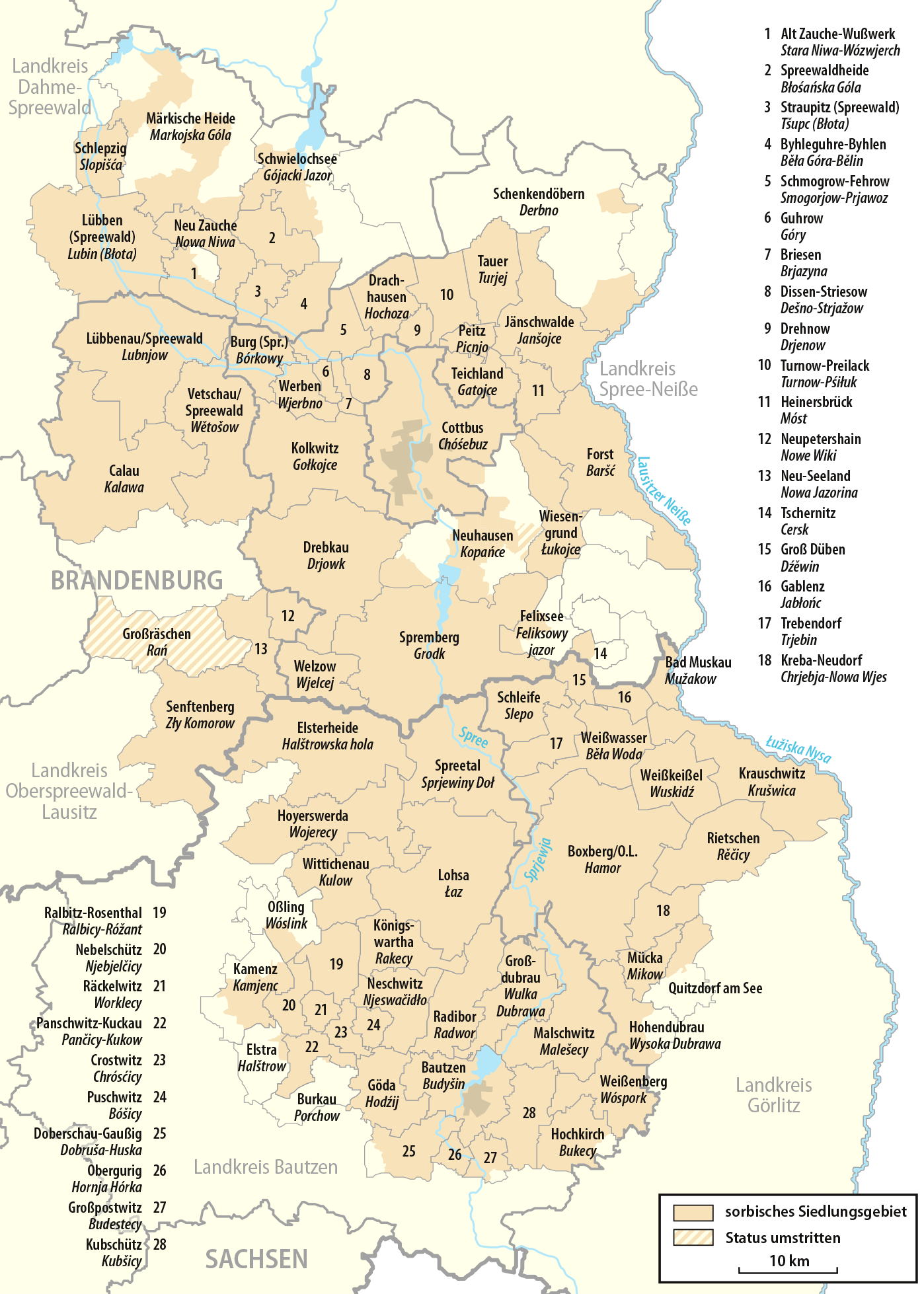
Zonas de habla sorbia

La lengua de los sorabos está teniendo más difusión en Alemania, donde está protegida.